# Mistrzostwa Europy w Piłce Ręcznej Kobiet 2012 (eliminacje)
Kwalifikacje do Mistrzostw Europy w Piłce Ręcznej Kobiet 2012 miały na celu wyłonienie żeńskich reprezentacji narodowych w piłce ręcznej, które wystąpiły w finałach tego turnieju.

## Informacje ogólne
Turniej finałowy organizowanych przez EHF mistrzostw Europy odbył się w Serbii w grudniu 2012 roku i wzięło w nim udział szesnaście drużyn. Zgłoszenia chętnych do udziału zespołów EHF przyjmował od 17 lutego do 17 marca 2011. Zgłosiły się trzydzieści dwie narodowe reprezentacje, z których automatycznie do mistrzostw zakwalifikowała się Norwegia jako mistrz Europy z 2010 i Holandia jako organizator imprezy. O pozostałych czternaście miejsc rywalizowało zatem w kwalifikacjach trzydzieści drużyn.
Po wycofaniu się Holandii z organizacji mistrzostw, gwarantowane miejsce w turnieju głównym przypadające gospodarzowi otrzymała Serbia, która uzyskała również awans w eliminacjach. Zwolnione tym samym miejsce decyzją EHF zostało przyznane najlepszej drużynie spośród tych, które zajęły w swoich grupach trzecie miejsca. Najlepszy bilans w meczach z dwiema czołowymi drużynami posiadała Islandia, która tym samym uzupełniła stawkę rywalizujących w mistrzostwach Europy drużyn.

## Zakwalifikowane zespoły
| Kraj               | Strefa kwalifikacyjna               | Mistrzostwa 2010 |
| ------------------ | ----------------------------------- | ---------------- |
| Serbia             | Gospodarz                           | 14. miejsce      |
| Norwegia           | Mistrz Europy 2010                  | Mistrzostwo      |
| Niemcy             | 1. miejsce w 1 grupie eliminacyjnej | 13. miejsce      |
| Węgry              | 2. miejsce w 1 grupie eliminacyjnej | 10. miejsce      |
| Rumunia            | 1. miejsce w 2 grupie eliminacyjnej | 3. miejsce       |
| Czarnogóra         | 1. miejsce w 3 grupie eliminacyjnej | 6. miejsce       |
| Rosja              | 2. miejsce w 3 grupie eliminacyjnej | 7. miejsce       |
| Francja            | 1. miejsce w 4 grupie eliminacyjnej | 5. miejsce       |
| Macedonia Północna | 2. miejsce w 4 grupie eliminacyjnej | –                |
| Szwecja            | 1. miejsce w 5 grupie eliminacyjnej | 2. miejsce       |
| Czechy             | 2. miejsce w 5 grupie eliminacyjnej | –                |
| Chorwacja          | 1. miejsce w 6 grupie eliminacyjnej | 9. miejsce       |
| Dania              | 2. miejsce w 6 grupie eliminacyjnej | 4. miejsce       |
| Ukraina            | 1. miejsce w 7 grupie eliminacyjnej | 12. miejsce      |
| Hiszpania          | 2. miejsce w 7 grupie eliminacyjnej | 11. miejsce      |
| Islandia           | lucky loser                         | 15. miejsce      |

## Faza 1
Cztery najniżej sklasyfikowane zespoły spotkały się w fazie preeliminacyjnej w walce o dwa miejsca premiowane awansem do głównego turnieju eliminacyjnego. Początkowo planowano turniej z udziałem wszystkich czterech drużyn, jednak ostatecznie skojarzono z nich dwie pary, które rywalizowały ze sobą w formie rozegranych w dniach 3-4 czerwca 2011 roku dwumeczów.
| 3 czerwca 201116:30 | Izrael | 25:30(12:11) | Grecja | Municipal Hall "Ionikos", Ateny |
| 3 czerwca 201116:30 |        | 25:30(12:11) |        | Municipal Hall "Ionikos", Ateny |

| 4 czerwca 201116:00 | Grecja | 23:27(12:11) | Izrael | Municipal Hall "Ionikos", Ateny |
| 4 czerwca 201116:00 |        | 23:27(12:11) |        | Municipal Hall "Ionikos", Ateny |

| 3 czerwca 201119:30 | Finlandia | 22:31(12:15) | Wielka Brytania | Crystal Palace National Sport Centre, Londyn |
| 3 czerwca 201119:30 |           | 22:31(12:15) |                 | Crystal Palace National Sport Centre, Londyn |

| 4 czerwca 201119:30 | Wielka Brytania | 27:20(12:11) | Finlandia | Crystal Palace National Sport Centre, Londyn |
| 4 czerwca 201119:30 |                 | 27:20(12:11) |           | Crystal Palace National Sport Centre, Londyn |

W dwumeczach zwyciężyły reprezentacje Grecji i Wielkiej Brytanii awansując do drugiej fazy turnieju eliminacyjnego, będąc przydzielone odpowiednio do grup 2 i 3.

## Faza 2
W drugiej fazie odbywał się właściwy turniej eliminacyjny z udziałem 28 reprezentacji podzielonych na siedem grup po cztery zespoły. Zwycięzcy grup oraz drużyny z drugiego miejsca uzyskały awans do turnieju finałowego Mistrzostw Europy. Mecze odbywały się w sześciu terminach:
- Runda 1: 19-20 października 2011
- Runda 2: 22-23 października 2011
- Runda 3: 21-22 marca 2012
- Runda 4: 24-25 marca 2012
- Runda 5: 30-31 maja 2012
- Runda 6: 2-3 czerwca 2012

Losowanie grup odbyło się w holenderskim Leek 27 kwietnia 2011 roku. Przed losowaniem drużyny zostały podzielone na cztery koszyki według rankingu EHF obejmującego wyniki turniejów z trzech poprzednich lat – ME 2008, MŚ 2009 i ME 2010.
| Koszyk 1  |
| --------- |
| Rosja     |
| Rumunia   |
| Hiszpania |
| Francja   |
| Dania     |
| Szwecja   |
| Niemcy    |

| Koszyk 2           |
| ------------------ |
| Węgry              |
| Chorwacja          |
| Czarnogóra         |
| Ukraina            |
| Macedonia Północna |
| Austria            |
| Serbia             |

| Koszyk 3   |
| ---------- |
| Białoruś   |
| Słowacja   |
| Portugalia |
| Islandia   |
| Słowenia   |
| Turcja     |
| Polska     |

| Koszyk 4          |
| ----------------- |
| Czechy            |
| Litwa             |
| Włochy            |
| Szwajcaria        |
| Azerbejdżan       |
| Drużyna z 1. fazy |
| Drużyna z 1. fazy |

W wyniku losowania wyłonionych zostało siedem grup.
| Grupa 1     | Grupa 2                  | Grupa 3                           | Grupa 4            | Grupa 5  | Grupa 6   | Grupa 7    |
| ----------- | ------------------------ | --------------------------------- | ------------------ | -------- | --------- | ---------- |
| Niemcy      | Rumunia                  | Rosja                             | Francja            | Szwecja  | Dania     | Hiszpania  |
| Węgry       | Serbia                   | Czarnogóra                        | Macedonia Północna | Austria  | Chorwacja | Ukraina    |
| Białoruś    | Portugalia               | Polska                            | Turcja             | Słowenia | Słowacja  | Islandia   |
| Azerbejdżan | Grecja Drużyna z 1. fazy | Wielka Brytania Drużyna z 1. fazy | Litwa              | Czechy   | Włochy    | Szwajcaria |

### Grupa 1
| 19 października 201118:00 | Węgry | 41:19(20:7) | Azerbejdżan | Arena Savaria, Szombathely Widzów: 2000 |
| 19 października 201118:00 |       | 41:19(20:7) |             | Arena Savaria, Szombathely Widzów: 2000 |

| 19 października 201119:30 | Niemcy | 27:19(15:10) | Białoruś | Brandenburg-Halle, Frankfurt nad Odrą Widzów: 1550 |
| 19 października 201119:30 |        | 27:19(15:10) |          | Brandenburg-Halle, Frankfurt nad Odrą Widzów: 1550 |

| 23 października 201117:00 | Azerbejdżan | 16:34(7:15) | Niemcy | ABU Arena, Baku Widzów: 500 |
| 23 października 201117:00 |             | 16:34(7:15) |        | ABU Arena, Baku Widzów: 500 |

| 23 października 201117:30 | Białoruś | 25:28(14:12) | Węgry | Sport Complex Olympiets, Mohylew Widzów: 2000 |
| 23 października 201117:30 |          | 25:28(14:12) |       | Sport Complex Olympiets, Mohylew Widzów: 2000 |

| 21 marca 201217:00 | Azerbejdżan | 21:31(9:15) | Białoruś | ABU Arena, Baku Widzów: 400 |
| 21 marca 201217:00 |             | 21:31(9:15) |          | ABU Arena, Baku Widzów: 400 |

| 22 marca 201218:15 | Węgry | 25:23(14:10) | Niemcy | Főnix Csarnok, Debreczyn Widzów: 3000 |
| 22 marca 201218:15 |       | 25:23(14:10) |        | Főnix Csarnok, Debreczyn Widzów: 3000 |

| 25 marca 201215:00 | Niemcy | 26:18(13:9) | Węgry | Trier Arena, Trewir Widzów: 2015 |
| 25 marca 201215:00 |        | 26:18(13:9) |       | Trier Arena, Trewir Widzów: 2015 |

| 25 marca 201215:00 | Białoruś | 33:25(18:13) | Azerbejdżan | Sport Complex Olympiets, Mohylew Widzów: 2000 |
| 25 marca 201215:00 |          | 33:25(18:13) |             | Sport Complex Olympiets, Mohylew Widzów: 2000 |

| 30 maja 201217:00 | Azerbejdżan | 24:34(9:14) | Węgry | ABU Arena, Baku Widzów: 300 |
| 30 maja 201217:00 |             | 24:34(9:14) |       | ABU Arena, Baku Widzów: 300 |

| 30 maja 201219:00 | Białoruś | 26:33(12:15) | Niemcy | Miński Pałac Sportu, Mińsk Widzów: 2400 |
| 30 maja 201219:00 |          | 26:33(12:15) |        | Miński Pałac Sportu, Mińsk Widzów: 2400 |

| 3 czerwca 201212:15 | Węgry | 28:21(14:10) | Białoruś | Diego Sportcsarnok, Dabas Widzów: 1200 |
| 3 czerwca 201212:15 |       | 28:21(14:10) |          | Diego Sportcsarnok, Dabas Widzów: 1200 |

| 3 czerwca 201216:00 | Niemcy | 35:21(14:7) | Azerbejdżan | Göbel Hotels Arena, Rotenburg an der Fulda Widzów: 750 |
| 3 czerwca 201216:00 |        | 35:21(14:7) |             | Göbel Hotels Arena, Rotenburg an der Fulda Widzów: 750 |

### Grupa 2
| 19 października 201118:00 | Serbia | 36:20(19:9) | Grecja | Čair Sports Center, Nisz Widzów: 3500 |
| 19 października 201118:00 |        | 36:20(19:9) |        | Čair Sports Center, Nisz Widzów: 3500 |

| 19 października 201120:00 | Rumunia | 35:24(15:12) | Portugalia | Sala Sporturilor Traian, Râmnicu Vâlcea Widzów: 1800 |
| 19 października 201120:00 |         | 35:24(15:12) |            | Sala Sporturilor Traian, Râmnicu Vâlcea Widzów: 1800 |

| 22 października 201117:00 | Grecja | 18:38(8:16) | Rumunia | Alexandreio Melathron, Saloniki Widzów: 300 |
| 22 października 201117:00 |        | 18:38(8:16) |         | Alexandreio Melathron, Saloniki Widzów: 300 |

| 23 października 201115:00 | Portugalia | 21:32(12:15) | Serbia | Pavilhão Municipal, Moimenta da Beira Widzów: 1200 |
| 23 października 201115:00 |            | 21:32(12:15) |        | Pavilhão Municipal, Moimenta da Beira Widzów: 1200 |

| 21 marca 201218:00 | Grecja | 18:30(10:14) | Portugalia | Alexandreio Melathron, Saloniki Widzów: 400 |
| 21 marca 201218:00 |        | 18:30(10:14) |            | Alexandreio Melathron, Saloniki Widzów: 400 |

| 22 marca 201219:00 | Serbia | 29:27(17:11) | Rumunia | SRC Kraljevica, Zaječar Widzów: 2200 |
| 22 marca 201219:00 |        | 29:27(17:11) |         | SRC Kraljevica, Zaječar Widzów: 2200 |

| 24 marca 201217:00 | Portugalia | 31:23(15:14) | Grecja | Pavilhão Municipal, Moimenta da Beira Widzów: 500 |
| 24 marca 201217:00 |            | 31:23(15:14) |        | Pavilhão Municipal, Moimenta da Beira Widzów: 500 |

| 24 marca 201218:00 | Rumunia | 21:19(10:11) | Serbia | Polyvalent Hall, Drobeta-Turnu Severin Widzów: 1800 |
| 24 marca 201218:00 |         | 21:19(10:11) |        | Polyvalent Hall, Drobeta-Turnu Severin Widzów: 1800 |

| 30 maja 201218:00 | Grecja | 21:26(11:13) | Serbia | DAK Amintaiou, Amyntaio Widzów: 1500 |
| 30 maja 201218:00 |        | 21:26(11:13) |        | DAK Amintaiou, Amyntaio Widzów: 1500 |

| 30 maja 201220:45 | Portugalia | 24:35(13:20) | Rumunia | Pavilhão Municipal, Moimenta da Beira Widzów: 1000 |
| 30 maja 201220:45 |            | 24:35(13:20) |         | Pavilhão Municipal, Moimenta da Beira Widzów: 1000 |

| 2 czerwca 201217:00 | Rumunia | 31:14(16:10) | Grecja | Sala Polivalentă, Piatra Neamț Widzów: 2200 |
| 2 czerwca 201217:00 |         | 31:14(16:10) |        | Sala Polivalentă, Piatra Neamț Widzów: 2200 |

| 2 czerwca 201218:00 | Serbia | 37:21(21:9) | Portugalia | Sportska hala Slana Bara, Nowy Sad Widzów: 1300 |
| 2 czerwca 201218:00 |        | 37:21(21:9) |            | Sportska hala Slana Bara, Nowy Sad Widzów: 1300 |

### Grupa 3
| 19 października 201118:00 | Czarnogóra | 34:18(21:6) | Wielka Brytania | Herceg Novi Widzów: 1000 |
| 19 października 201118:00 |            | 34:18(21:6) |                 | Herceg Novi Widzów: 1000 |

| 19 października 201119:00 | Rosja | 32:21(19:9) | Polska | USK Olimp, Togliatti Widzów: 2700 |
| 19 października 201119:00 |       | 32:21(19:9) |        | USK Olimp, Togliatti Widzów: 2700 |

| 22 października 201114:45 | Polska | 27:31(15:18) | Czarnogóra | Hala Sportowa MORiS, Chorzów Widzów: 1000 |
| 22 października 201114:45 |        | 27:31(15:18) |            | Hala Sportowa MORiS, Chorzów Widzów: 1000 |

| 22 października 201115:00 | Wielka Brytania | 16:24(10:14) | Rosja | Crystal Palace National Sport Centre, Londyn Widzów: 500 |
| 22 października 201115:00 |                 | 16:24(10:14) |       | Crystal Palace National Sport Centre, Londyn Widzów: 500 |

| 21 marca 201218:30 | Czarnogóra | 23:22(10:9) | Rosja | Sportski centar Morača, Podgorica Widzów: 3500 |
| 21 marca 201218:30 |            | 23:22(10:9) |       | Sportski centar Morača, Podgorica Widzów: 3500 |

| 22 marca 201214:00 | Wielka Brytania | 20:33(8:10) | Polska | Sir David Wallace Sports Hall, Loughborough Widzów: 800 |
| 22 marca 201214:00 |                 | 20:33(8:10) |        | Sir David Wallace Sports Hall, Loughborough Widzów: 800 |

| 25 marca 201217:00 | Rosja | 24:23(12:12) | Czarnogóra | Pałac Sportu, Rostów nad Donem Widzów: 2400 |
| 25 marca 201217:00 |       | 24:23(12:12) |            | Pałac Sportu, Rostów nad Donem Widzów: 2400 |

| 25 marca 201217:30 | Polska | 29:20(16:8) | Wielka Brytania | Hala Widowiskowo-Sportowa, Elbląg Widzów: 2500 |
| 25 marca 201217:30 |        | 29:20(16:8) |                 | Hala Widowiskowo-Sportowa, Elbląg Widzów: 2500 |

| 30 maja 201218:00 | Polska | 30:22(15:14) | Rosja | Hala Widowiskowo-Sportowa, Kwidzyn Widzów: 1300 |
| 30 maja 201218:00 |        | 30:22(15:14) |       | Hala Widowiskowo-Sportowa, Kwidzyn Widzów: 1300 |

| 30 maja 201219:00 | Wielka Brytania | 22:37(12:14) | Czarnogóra | Crystal Palace National Sport Centre, Londyn Widzów: 500 |
| 30 maja 201219:00 |                 | 22:37(12:14) |            | Crystal Palace National Sport Centre, Londyn Widzów: 500 |

| 3 czerwca 201218:00 | Rosja | 31:22(16:11) | Wielka Brytania | USK Olimp, Togliatti Widzów: 3000 |
| 3 czerwca 201218:00 |       | 31:22(16:11) |                 | USK Olimp, Togliatti Widzów: 3000 |

| 3 czerwca 201220:30 | Czarnogóra | 32:23(15:13) | Polska | Sportski centar Morača, Podgorica Widzów: 3000 |
| 3 czerwca 201220:30 |            | 32:23(15:13) |        | Sportski centar Morača, Podgorica Widzów: 3000 |

### Grupa 4
| 19 października 201119:30 | Francja | 34:25(19:16) | Turcja | Palais omnisports Les Arènes, Metz Widzów: 4000 |
| 19 października 201119:30 |         | 34:25(19:16) |        | Palais omnisports Les Arènes, Metz Widzów: 4000 |

| 19 października 201120:00 | Macedonia Północna | 34:25(17:12) | Litwa | SRC Kale, Skopje Widzów: 1000 |
| 19 października 201120:00 |                    | 34:25(17:12) |       | SRC Kale, Skopje Widzów: 1000 |

| 23 października 201117:00 | Turcja | 36:28(20:13) | Macedonia Północna | Süleyman Evcilmen Spor ve Sergi Salonu, Antalya Widzów: 1200 |
| 23 października 201117:00 |        | 36:28(20:13) |                    | Süleyman Evcilmen Spor ve Sergi Salonu, Antalya Widzów: 1200 |

| 23 października 201119:00 | Litwa | 25:40(13:21) | Francja | Alytus Arena, Olita Widzów: 1000 |
| 23 października 201119:00 |       | 25:40(13:21) |         | Alytus Arena, Olita Widzów: 1000 |

| 21 marca 201219:00 | Litwa | 35:31(15:12) | Turcja | Cido Arena, Poniewież Widzów: 700 |
| 21 marca 201219:00 |       | 35:31(15:12) |        | Cido Arena, Poniewież Widzów: 700 |

| 22 marca 201220:15 | Macedonia Północna | 30:27(18:14) | Francja | SRC Kale, Skopje Widzów: 1600 |
| 22 marca 201220:15 |                    | 30:27(18:14) |         | SRC Kale, Skopje Widzów: 1600 |

| 25 marca 201215:00 | Turcja | 36:31(17:15) | Litwa | Süleyman Evcilmen Spor ve Sergi Salonu, Antalya Widzów: 400 |
| 25 marca 201215:00 |        | 36:31(17:15) |       | Süleyman Evcilmen Spor ve Sergi Salonu, Antalya Widzów: 400 |

| 25 marca 201215:15 | Francja | 40:20(19:12) | Macedonia Północna | Maison des Sports, Clermont-Ferrand Widzów: 4300 |
| 25 marca 201215:15 |         | 40:20(19:12) |                    | Maison des Sports, Clermont-Ferrand Widzów: 4300 |

| 30 maja 201219:00 | Turcja | 23:36(13:14) | Francja | Süleyman Evcilmen Spor ve Sergi Salonu, Antalya Widzów: 200 |
| 30 maja 201219:00 |        | 23:36(13:14) |         | Süleyman Evcilmen Spor ve Sergi Salonu, Antalya Widzów: 200 |

| 30 maja 201219:00 | Litwa | 24:32(14:14) | Macedonia Północna | Cido Arena, Poniewież Widzów: 500 |
| 30 maja 201219:00 |       | 24:32(14:14) |                    | Cido Arena, Poniewież Widzów: 500 |

| 3 czerwca 201216:00 | Francja | 38:26(19:14) | Litwa | Palais des sports de Beaulieu, Nantes Widzów: 4850 |
| 3 czerwca 201216:00 |         | 38:26(19:14) |       | Palais des sports de Beaulieu, Nantes Widzów: 4850 |

| 3 czerwca 201220:15 | Macedonia Północna | 26:24(13:12) | Turcja | SRC Kale, Skopje Widzów: 1700 |
| 3 czerwca 201220:15 |                    | 26:24(13:12) |        | SRC Kale, Skopje Widzów: 1700 |

### Grupa 5
| 19 października 201120:20 | Austria | 26:36(13:16) | Czechy | BSFZ Südstadt, Maria Enzersdorf Widzów: 800 |
| 19 października 201120:20 |         | 26:36(13:16) |        | BSFZ Südstadt, Maria Enzersdorf Widzów: 800 |

| 20 października 201119:15 | Szwecja | 27:20(15:10) | Słowenia | Arena Skövde, Skövde Widzów: 1900 |
| 20 października 201119:15 |         | 27:20(15:10) |          | Arena Skövde, Skövde Widzów: 1900 |

| 22 października 201116:00 | Czechy | 21:30(12:16) | Szwecja | Sportovní hala Most, Most Widzów: 1000 |
| 22 października 201116:00 |        | 21:30(12:16) |         | Sportovní hala Most, Most Widzów: 1000 |

| 23 października 201117:00 | Słowenia | 29:28(13:13) | Austria | Športna dvorana Kodeljevo, Lublana Widzów: 900 |
| 23 października 201117:00 |          | 29:28(13:13) |         | Športna dvorana Kodeljevo, Lublana Widzów: 900 |

| 21 marca 201218:00 | Czechy | 31:19(16:11) | Słowenia | Sportovní hala Most, Most Widzów: 1100 |
| 21 marca 201218:00 |        | 31:19(16:11) |          | Sportovní hala Most, Most Widzów: 1100 |

| 22 marca 201220:25 | Austria | 26:26(14:13) | Szwecja | Sporthalle Krems, Krems an der Donau Widzów: 700 |
| 22 marca 201220:25 |         | 26:26(14:13) |         | Sporthalle Krems, Krems an der Donau Widzów: 700 |

| 24 marca 201214:00 | Szwecja | 39:17(16:10) | Austria | Himmelstalundshallen, Norrköping Widzów: 3400 |
| 24 marca 201214:00 |         | 39:17(16:10) |         | Himmelstalundshallen, Norrköping Widzów: 3400 |

| 25 marca 201219:00 | Słowenia | 21:29(10:15) | Czechy | Arena Stožice, Lublana Widzów: 800 |
| 25 marca 201219:00 |          | 21:29(10:15) |        | Arena Stožice, Lublana Widzów: 800 |

| 30 maja 201218:00 | Czechy | 28:22(16:11) | Austria | Sportovní hala Novesta, Zlin Widzów: 1500 |
| 30 maja 201218:00 |        | 28:22(16:11) |         | Sportovní hala Novesta, Zlin Widzów: 1500 |

| 31 maja 201218:00 | Słowenia | 23:26(10:15) | Szwecja | Rdeča dvorana, Velenje Widzów: 600 |
| 31 maja 201218:00 |          | 23:26(10:15) |         | Rdeča dvorana, Velenje Widzów: 600 |

| 2 czerwca 201215:30 | Austria | 29:26(15:11) | Słowenia | BSFZ Südstadt, Maria Enzersdorf Widzów: 300 |
| 2 czerwca 201215:30 |         | 29:26(15:11) |          | BSFZ Südstadt, Maria Enzersdorf Widzów: 300 |

| 2 czerwca 201218:15 | Szwecja | 34:24(14:13) | Czechy | Kristianstad Arena, Kristianstad Widzów: 2000 |
| 2 czerwca 201218:15 |         | 34:24(14:13) |        | Kristianstad Arena, Kristianstad Widzów: 2000 |

### Grupa 6
| 19 października 201118:00 | Chorwacja | 40:15(21:7) | Włochy | Novigrad Widzów: 1000 |
| 19 października 201118:00 |           | 40:15(21:7) |        | Novigrad Widzów: 1000 |

| 19 października 201121:30 | Dania | 36:24(15:14) | Słowacja | Gråkjær Arena, Holstebro Widzów: 2500 |
| 19 października 201121:30 |       | 36:24(15:14) |          | Gråkjær Arena, Holstebro Widzów: 2500 |

| 22 października 201118:00 | Słowacja | 23:34(10:18) | Chorwacja | Chemkostav Aréna, Michalovce Widzów: 2000 |
| 22 października 201118:00 |          | 23:34(10:18) |           | Chemkostav Aréna, Michalovce Widzów: 2000 |

| 23 października 201118:00 | Włochy | 22:27(10:14) | Dania | Mestrino Widzów: 600 |
| 23 października 201118:00 |        | 22:27(10:14) |       | Mestrino Widzów: 600 |

| 21 marca 201218:00 | Chorwacja | 21:19(13:10) | Dania | Centar Zamet, Rijeka Widzów: 2800 |
| 21 marca 201218:00 |           | 21:19(13:10) |       | Centar Zamet, Rijeka Widzów: 2800 |

| 21 marca 201218:00 | Włochy | 19:25(9:12) | Słowacja | PalaPalumbo, Salerno Widzów: 600 |
| 21 marca 201218:00 |        | 19:25(9:12) |          | PalaPalumbo, Salerno Widzów: 600 |

| 24 marca 201217:00 | Dania | 27:31(12:20) | Chorwacja | Skyline Arena, Randers Widzów: 2200 |
| 24 marca 201217:00 |       | 27:31(12:20) |           | Skyline Arena, Randers Widzów: 2200 |

| 25 marca 201218:00 | Słowacja | 23:15(13:8) | Włochy | Športová hala, Hlohovec Widzów: 500 |
| 25 marca 201218:00 |          | 23:15(13:8) |        | Športová hala, Hlohovec Widzów: 500 |

| 30 maja 201218:00 | Słowacja | 18:24(5:12) | Dania | Športová hala, Powaska Bystrzyca Widzów: 1100 |
| 30 maja 201218:00 |          | 18:24(5:12) |       | Športová hala, Powaska Bystrzyca Widzów: 1100 |

| 30 maja 201218:00 | Włochy | 12:34(7:19) | Chorwacja | Palazzetto dello sport Oderzo, Oderzo Widzów: 900 |
| 30 maja 201218:00 |        | 12:34(7:19) |           | Palazzetto dello sport Oderzo, Oderzo Widzów: 900 |

| 2 czerwca 201215:00 | Dania | 38:21(18:8) | Włochy | Roskilde Hallerne, Roskilde Widzów: 1800 |
| 2 czerwca 201215:00 |       | 38:21(18:8) |        | Roskilde Hallerne, Roskilde Widzów: 1800 |

| 3 czerwca 201217:30 | Chorwacja | 26:20(18:12) | Słowacja | Novigrad Widzów: 1000 |
| 3 czerwca 201217:30 |           | 26:20(18:12) |          | Novigrad Widzów: 1000 |

### Grupa 7
| 19 października 201118:00 | Ukraina | 31:20(16:10) | Szwajcaria | Palace of Sports "Yunost", Zaporoże Widzów: 600 |
| 19 października 201118:00 |         | 31:20(16:10) |            | Palace of Sports "Yunost", Zaporoże Widzów: 600 |

| 20 października 201118:00 | Hiszpania | 27:22(13:9) | Islandia | Pabellón Deportivo Europa, Leganés Widzów: 1200 |
| 20 października 201118:00 |           | 27:22(13:9) |          | Pabellón Deportivo Europa, Leganés Widzów: 1200 |

| 23 października 201116:00 | Islandia | 20:21(11:8) | Ukraina | Laugardalshöllin, Reykjavík Widzów: 1200 |
| 23 października 201116:00 |          | 20:21(11:8) |         | Laugardalshöllin, Reykjavík Widzów: 1200 |

| 23 października 201117:00 | Szwajcaria | 20:29(6:15) | Hiszpania | Genewa Widzów: 750 |
| 23 października 201117:00 |            | 20:29(6:15) |           | Genewa Widzów: 750 |

| 21 marca 201218:00 | Ukraina | 22:23(12:13) | Hiszpania | Palace of Sports "Yunost", Zaporoże Widzów: 2000 |
| 21 marca 201218:00 |         | 22:23(12:13) |           | Palace of Sports "Yunost", Zaporoże Widzów: 2000 |

| 22 marca 201219:30 | Szwajcaria | 19:26(12:15) | Islandia | Sporthalle Kreuzbleiche, St. Gallen Widzów: 1600 |
| 22 marca 201219:30 |            | 19:26(12:15) |          | Sporthalle Kreuzbleiche, St. Gallen Widzów: 1600 |

| 25 marca 201211:00 | Hiszpania | 27:28(13:10) | Ukraina | Polideportivo Tierra Estella-Lizarrerria, Estella Widzów: 750 |
| 25 marca 201211:00 |           | 27:28(13:10) |         | Polideportivo Tierra Estella-Lizarrerria, Estella Widzów: 750 |

| 25 marca 201216:00 | Islandia | 31:16(15:9) | Szwajcaria | Vodafonevöllur, Reykjavík Widzów: 600 |
| 25 marca 201216:00 |          | 31:16(15:9) |            | Vodafonevöllur, Reykjavík Widzów: 600 |

| 30 maja 201219:30 | Islandia | 21:18(8:10) | Hiszpania | Vodafonevöllur, Reykjavík Widzów: 1000 |
| 30 maja 201219:30 |          | 21:18(8:10) |           | Vodafonevöllur, Reykjavík Widzów: 1000 |

| 31 maja 201219:30 | Szwajcaria | 26:27(14:15) | Ukraina | Sporthalle Ruebisbach, Kloten Widzów: 650 |
| 31 maja 201219:30 |            | 26:27(14:15) |         | Sporthalle Ruebisbach, Kloten Widzów: 650 |

| 2 czerwca 201218:00 | Hiszpania | 29:19(15:8) | Szwajcaria | Polideportivo Municipal Aguas Vivas, Guadalajara Widzów: 1000 |
| 2 czerwca 201218:00 |           | 29:19(15:8) |            | Polideportivo Municipal Aguas Vivas, Guadalajara Widzów: 1000 |

| 3 czerwca 201217:00 | Ukraina | 22:20(15:11) | Islandia | Palace of Sports "Yunost", Zaporoże Widzów: 1000 |
| 3 czerwca 201217:00 |         | 22:20(15:11) |          | Palace of Sports "Yunost", Zaporoże Widzów: 1000 |